# Przewoziec
Przewoziec (ukr. Перевозець) – wieś na Ukrainie, w  obwodzie iwanofrankiwskim, w rejonie kałuskim.
Urodził się tu Mikołaj Ilków, (ukr. Микола Миколайович Ільків – Mykoła Mykołajowycz Ilkow) - (ur. 10 grudnia 1890, zm. w kwietniu 1940 r. w Katyniu) – duchowny greckokatolicki pochodzenia ukraińskiego, działacz polityczny, poseł na Sejm RP, naczelny kapelan greckokatolicki Wojska Polskiego, ofiara zbrodni katyńskiej.